# Jardim Goiás
Jardim Goiás é um bairro que se localiza na cidade de Goiânia. Inicialmente, a área do local fazia parte de uma fazenda pertencente à Lourival Louza. Seu crescimento ocorreu a partir da década de 1980, com a construção do Flamboyant Shopping Center e sua inauguração em 1981. Houve um pequeno crescimento vertical na região, contudo, foi a partir da década de 90 que vários hipermercados, como o Carrefour e o Walmart se instalaram na região, o que trouxe uma grande especulação imobiliária. Atualmente é um dos bairros mais nobres do município.
No Jardim Goiás encontra-se um dos principais parques e cartões postais da cidade, o Parque Flamboyant. Ao redor do parque estão alguns dos apartamentos mais valorizados da capital. 
A principal via do bairro é a Av. Jamel Cecílio, uma das avenidas mais congestionadas da capital e onde estão localizados os Hipermercados Carrefour, Big, Sam's Club e Prime, o Flamboyant Shopping Center, concessionárias de diversas montadoras e um hotel. Outra importante via é a Av. E onde está localizada uma unidade do supermercado Pão de Açúcar e grande variedade de comércio. 
No Jardim Goiás também estão presentes as sedes de alguns órgãos públicos como o Ministério Público do Estado de Goiás, SANEAGO, Celg GT e o Fórum Criminal do TJGO. Além disso, o bairro também abriga a sede da TV Serra Dourada, afiliada do SBT em Goiás, a Enel,  concessionária de energia em Goiás e o Estádio Serra Dourada, o maior estádio de futebol do estado.
Contudo, um dos trechos do bairro se constitui em aglomerado subnormal (favela), constituindo-se como uma das áreas de forte desigualdade social na cidade.
Segundo dados do Instituto Brasileiro de Geografia e Estatística (IBGE), divulgados pela prefeitura, no Censo 2010 a população do Jardim Goiás era de 11 851 pessoas.